# 素晴らしき哉、先生!
『素晴らしき哉、先生!』（すばらしきかな、せんせい）は、2024年8月18日から10月6日まで、テレビ朝日系列で毎週日曜22時0分 - 22時54分に全8話が放送された、朝日放送テレビ制作のテレビドラマ。主演は地上波連続ドラマ初主演となる生田絵梨花。
前番組までと同様に、原作となる作品のないオリジナル作品として制作されており、本作品では宅間孝行の脚本・演出の元、若手教師の主人公が奮闘する姿や、そこに関わる人たちの人生の悲喜こもごもが描かれる。作中に登場する生徒役全37人は、応募数約1,300人、倍率約35倍のオーディションによって選ばれた。
また、本作品は2024年7月クールの作品として制作されているが、同年7月にパリオリンピック中継などの特別番組が、テレビ朝日や他局にて編成された都合上、番組の開始は同クールにて放送された他の連続ドラマより1ヶ月以上も遅い、8月中旬からとされている。

## あらすじ
高校教師・笹岡りおは、夢と希望を抱いて教師になった。一方、現実は多忙な業務に追われる日々だった。問題の多い生徒たち、学校に期待を寄せる保護者や近隣住民、トラブル処理を若手に任せる先輩教師。りおは日々の愚痴をSNSに投稿したり、彼氏に聞いてもらったりして、バランスを保っていた。しかし、負担は大きく辞職を決意することに。だが、そのタイミングでクラス担任の補充依頼がりおの元へ。りおは初の担任で3年生を任されることになったが、さまざまな課題がりおの前に待ち受けていた。

## キャスト

### 主要人物
笹岡りお（ささおか りお）〈24〉
演 - 生田絵梨花
Z世代の若手高校教師。3年C組の担任。夢と希望を持って教育現場に入った。
あまりにストレスの多い職場で、2年目に退職を考えていたが、豊島が交通事故に遭ったため担任となる。
山添快斗（やまぞえ かいと）
演 - 葉山奨之
3年C組副担任。英語担当。

### 星陽学園高等学校

#### 3年C組の生徒
沢井谷玲奈（さわいや れな）
演 - 茅島みずき
銀座のクラブでセイラという源氏名でホステスとして働いている。母が経営するスナック「ナツコ」もホステスとして手伝っている。
南田健吾（みなみだ けんご）
演 - 鈴木仁
サッカー部キャプテン。幼馴染みの沢井谷のことが好きだが、告白してきた二年生の小湊茉麻と付き合うことになる。
大木戸光源（おおきど こうげん）
演 - 小宮璃央
不良グループと付き合いがあり学校も休みがち。三者面談の話しをしても父親は忙しくて無理、と拒否し続ける。
宗方林檎（むなかた りんご）
演 - 永瀬莉子
料理部。
小村悠馬（こむら ゆうま）
演 - 橘優輝
春休みにコンビニで万引きをして捕まる。
吉良萌子（きら もえこ）
演 - 矢吹奈子
成り行きで文化祭の演劇のリーダーにさせられる。
清水芽衣（しみず めい）
演 - 鶴嶋乃愛
山本仁成と付き合っており、彼の影響でベースを始める。
真中翔平（まなか しょうへい）
演 - 徳永智加来
吉良萌子と共に文化祭の演劇のリーダーになる。両親が不仲でいつも喧嘩ばかりしている。
幼馴染みの萌子のことが好きで、彼女のために闇バイトに手を出してしまう。
赤松楓（あかまつ かえで）
演 - 小越春花
料理部。
天羽琴美（あもう ことみ）
演 - 星乃夢奈
洞水と共に撮影し、TikTokに投稿した動画が炎上する。
洞水蓮（ほらみず れん）
演 - 百瀬拓実
天羽と共に撮影し、TikTokに投稿した動画が炎上する。
磯田陽菜（いそだ ひな）
演 - 古田愛理
小野寺蒼空（おのでら そら）
演 - 大倉空人
宮坂和磨（みやさか かずま）
演 - 下川恭平
一緒にバンドをやろうと山本仁成を誘う。
西脇咲希（にしわき さき）
演 - 森ふた葉
ゲームセンターで太鼓の達人をしているところを宮坂和磨に目撃され、バンドに誘われる。
山本仁成（やまもと ひとなり）
演 - 椿原慧
清水芽衣と付き合っている。ギターが上手く宮坂和磨にバンドをやろうと誘われるが、受験勉強があるからと一旦は断る。
蓑田隼人（みのだ はやと）
演 - 名和俊貴
実はピアノが上手く、宮坂和磨のバンドに誘われる。
杉山大輝（すぎやま だいき）
演 - 上條靖弥
真面目で融通のきかない性格だが、遅刻してきた大木戸光源にノートを貸すなど物怖じしないところもある。
秋山諒（あきやま りょう）
演 - 山﨑光
本田大翔（ほんだ ひろと）
演 - 櫻井佑樹
高畑颯太（たかはた そうた）
演 - 水野智貴
斎戸優花（さいと ゆうか）
演 - 真雪
料理部。
古原結愛（こはら ゆあ）
演 - 月野有菜
松田心美（まつだ ここみ）
演 - 梶川愛美
清田さくら（きよた さくら）
演 - 花岡すみれ
亀田美羽（かめだ みう）
演 - 大熊杏優
和田日和（わだ ひより）
演 - 寺田光
美術部部長。
細野くるみ（ほその くるみ）
演 - 塚本恋乃葉
沖あかね（おき あかね）
演 - 宮城弥生
薄木葵（うすき あおい）
演 - 矢野ななか
川上智之（かわかみ ともゆき）
演 - 富岡優樹
伴大雅（ばん たいが）
演 - 粟大和
小野杏奈（おの あんな）
演 - 藤野詩音
一色遥（いっしき はるか）
演 - 山口真佑奈

#### 2年生の生徒
小湊茉麻（こみなと まあさ）
演 - 小栗有以
南田健吾に告白し、付き合うことになる。
植田柚葉（うえだ ゆずは）
演 - 早瀬結菜
公文ほのか（くもん ほのか）
演 - 道北陽菜

#### 教職員
大隈豪（おおくま ごう）
演 - 桐山漣
美術担当。りおの先輩。バツ2。
木元重明（きもと しげあき）
演 - 浜谷健司
体育担当。
山城陽子（やましろ ようこ）
演 - 萬田久子
学園長。
中路克博（なかみち かつひろ）
演 - 柳沢慎吾
教頭。
石原結衣（いしはら ゆい）
演 - 椛島光
事務員。

### 笹岡家
笹岡秀樹（ささおか ひでき）
演 - 高橋克典
りおの父。福祉系の会社「エリー」を経営している。
笹岡奈緒（ささおか なお）
演 - 田中美佐子
りおの母。専業主婦。
笹岡せり（ささおか せり）〈22〉
演 - 内海誠子
りおの妹。大学4年生。

### りおの関係者
大友聖也（おおとも せいや）
演 - 小関裕太
りおの大学時代の先輩で、彼氏。外資系企業に勤めている、優しく理想的な男性。りおにプロポーズするが、その裏では1年前から瑠美と付き合っており、それをりおが知ったことで破局する。

### スナック「ナツコ」
沢井谷夏子（さわいや なつこ）
演 - 鈴木紗理奈
玲奈の母。スナック「ナツコ」のママ。3人の子どもがいるシングルマザー。
吉沢誠（よしざわ まこと）
演 - 田口浩正
常連客。元々は銀座のクラブでセイラを気に入った客だが、アフターでセイラの実家である「ナツコ」に連れて行かれ客となる。自慢党所属の衆議院議員。

### カフェ「アリゲーター」
鰐淵ハル（わにぶち ハル）
演 - 福室莉音
りおや豪たちがよく飲みに行くカフェの店員。

### ゲスト

#### 第1話
小村悠馬の母
演 - 西尾まり
りおが府中のカルディで聖也と一緒にお酒を大量に買い込んでいるところを目撃する。
店長
演 - 柴田理恵
悠馬が万引きをしたコンビニの店長。
大将
演 - 濱家隆一（かまいたち）
りおが小村悠馬を連れて行った寿司屋の大将。
豊島
演 - 竹森千人（第3話）
2年C組を担任していた星陽学園高校の教師。春休みに銀座の大通りで交通事故に遭い一命を取り留めたものの、かなりの大ケガであったため休職することになる。
天羽琴美の母
演 - 山野海（第3話）
娘の就職先の面倒をちゃんとみてくれるのか、とりおに問いただす。
宗方林檎の母
演 - 稲沢朋子（最終話）
りおが秋葉原御徒町高架下のセレクトショップで派手な下着を買っているところを目撃する。
秋山諒の父
演 - 笹嶋和人（第3話・最終話）
快斗の英語のスピーチを非難する。
清田さくらの母
演 - 小菅かおり（第3話・最終話）

#### 第2話
和泉友蔵
演 - モト冬樹（第3話・第5話）
学校付近の牛乳屋「TORA MILK」で働いている。有名なクレーマーで、毎年体育祭前に学校に乗り込んでくる。
瑠美
演 - 天野麻菜
聖也のもう1人の交際相手。1年前から付き合っていた。
樹莉亜
演 - 秋里由佳（第3話 - 第7話）
スナック「ナツコ」のホステス。
沢井谷友、真由
演 - 寅之輔（第3話・第4話・第6話 - 最終話）、小林彩香（第3話・第4話・第6話 - 最終話）
玲奈の弟妹。
ママ
演 - 後藤ひろみ
玲奈が働いている銀座のクラブのママ。

#### 第3話
大木戸勝次
演 - 永井大（第4話・最終話）
光源の父。元ヤクザだが5年前に足を洗い、現在はラーメン店「花」の店主。光源には大学に進学してほしいと思っている。
司会者
演 - 大石紗椰（ABCテレビアナウンサー）、中村想人（ABCテレビアナウンサー）
笹岡秀樹が出演するテレビ番組『絶好調カンパニー』の司会者。

#### 第4話
刑事
演 - 小野了
半グレ同士の抗争現場に運転手として居た大木戸光源を拘留している警察署の刑事。
半グレリーダー
演 - 伊藤高史
大木戸光源が所属している半グレグループのリーダー。

#### 第5話
石田朔太郎
演 - 石山雄大
新松戸のもんじゃ焼き屋「だがじゅん」店主。隣の牛乳屋「TORA MILK」のクレームが原因で星陽学園高校の客が激減している。月末に閉店することになっている。
医師
演 - 山口森広
りおが運び込まれた病院の医師。
山本流星
演 - 早坂柊人（第6話 - 最終話）
仁成の兄。ロックバンドをしており、ディープ・パープルを信奉している。
石田妙子
演 - 塚田美津代
「だがじゅん」女将。
望月、大江
演 - やまもとまさみ、大薮丘
星陽学園高校サッカー部OB。「だがじゅん」閉店を知って最終日に駆けつける。
和泉寛子
演 - 小林千里
和泉友蔵の妻。10年ほど前に自転車との接触事故を起こし、脊髄損傷と脳挫傷で寝たきり生活をしている。星陽学園高校近くの大成会病院に入院している。
看護師
演 - 大坪あきほ
りおが運び込まれた病院の看護師。
女性
演 - 大林佳奈子
路上でうずくまるりおに声をかけ救急車を呼ぶ女性。

#### 第6話
大森
演 - 金田明夫
りおが一番尊敬している恩師。教師を定年退職したあともNPO法人「教の森」を立ち上げ、学校に行けなくなった子どもたちに勉強を教えている。
医師
演 - 網浜直子（第7話）
りおがかかっている産婦人科の医師。
真中佐知、友雄
演 - 砂田桃子（第7話・最終話）、西野大作
真中翔平の両親。互いに浮気をしており、いつも口喧嘩が絶えない。

#### 第7話
刑事
演 - 加瀬信行
沢井谷玲奈と吉沢誠がいるホテルの部屋に現れる刑事。
教団員
演 - ひょうろく
宗教団体「みじんの家」信者。吉沢誠の命令でスナック「ナツコ」に嫌がらせしに来る。
客
演 - 足立尭之、野坂昌司
吉沢誠の命令でスナック「ナツコ」に偵察にくる客。
動画のピアニスト
演 - 野上剛
ストリートピアノの動画を配信しているピアニスト。撮影中に杉山大輝と蓑田隼人が乱入してきてバズる。
ニュースキャスター
演 - 柴田博（朝日放送テレビアナウンサー）
テレビで吉沢誠の事件を伝えるキャスター。

#### 最終話
理事長
演 - 武田鉄矢
星陽学園高校理事長。りおが教師を続けるかどうかを、生徒や保護者に話し合って決めてもらうことを提案する。

## スタッフ
- 脚本・演出 - 宅間孝行[2][3]
- 音楽 - コトブキミュージックラボ
- 主題歌 - 竹内まりや「歌を贈ろう」（ワーナーミュージック・ジャパン）[4]
- 挿入歌 - muque「nevermind」[38]
- 企画・プロデュース - 清水一幸[3]
- プロデューサー - 松崎智宏、藤田洋平、（ABCリブラ）川西琢、倉木義典、矢内達也[3]
- 制作協力 - ABCリブラ[3]
- 制作著作 - 朝日放送テレビ[3]

## 放送日程
放送回のカウントには、「-限目」（例：第1話→「1限目」）の表記が用いられている。
| 放送回                                                       | 放送日   | サブタイトル                 | ラテ欄                                                                               | 視聴率 |
| ------------------------------------------------------------ | -------- | ---------------------------- | ------------------------------------------------------------------------------------ | ------ |
| 1                                                            | 08月18日 | 先生だって人間だ。           | 若き教師の奮闘 涙と笑い奇跡の物語! すべての人への応援歌 先生だって人間だ!            | 4.2%   |
| 2                                                            | 08月25日 | 先生だって失恋します。       | 人生最大の衝撃!! 先生って何があっても生徒の前で平気なふりしなきゃダメですか          | 3.6%   |
| 3                                                            | 09月01日 | 先生だってビビります。       | 先生が背負うのは生徒の未来? 保護者の理想? 初の三者面談は意外な展開へ!! 涙のラーメン  |        |
| 4                                                            | 09月08日 | どこまでが先生の責任?        | 若気の至りと代償 幸せになってほしい!! 教師の熱意は届くのか 人生金か愛か学歴か        | 2.8%   |
| 5                                                            | 09月15日 | いたい場所は、ここじゃない。 | 生徒指導が原因!? クレームの本当の理由 絶縁中の元カレと再会 なんで今!?ここで!?        | 2.5%   |
| 6                                                            | 09月22日 | いいんだよ、完璧じゃなくて。 | 先生に夏休みは!? 生徒の天国教師の地獄 人生で最も重い決断… その一言は聞きたくなかった | 3.1%   |
| 7                                                            | 09月29日 | 未婚の母は、先生失格ですか?  | 涙、涙の妊娠報告 未婚の母は教師ダメ? キスと浮気とGPSと高校生に迫る大人の魔の手       | 3.1%   |
| 8                                                            | 10月06日 | 先生続けても、いいですか?    | 涙の最終授業 こんな教師ダメですか 3年C組が下した決断 先生だって人間だ!               | 3.1%   |
| （視聴率はビデオリサーチ調べ、関東地区・世帯・リアルタイム） |          |                              |                                                                                      |        |

## スピンオフドラマ
『素晴らしき哉、高校生!』のタイトルで、動画配信サービス「TVer」にて、本作品の第1話放送終了後となる8月18日から第7話放送終了後の9月29日まで全7話の配信を実施。

### キャスト（スピンオフドラマ）

#### 第1話（スピンオフドラマ）
- 宗方林檎 - 永瀬莉子（第4話）
- 赤松楓 - 小越春花
- 斎戸優花 - 真雪
- 笹岡りお - 生田絵梨花（第2話 - 第5話）

#### 第2話（スピンオフドラマ）
- 小湊茉麻 - 小栗有以
- 小村悠馬 - 橘優輝（第4話・第6話）
- 小野寺蒼空 - 大倉空人（第6話）
- 植田柚葉 - 早瀬結菜
- 公文ほのか - 道北陽菜
- 石原結衣 - 椛島光

#### 第3話（スピンオフドラマ）
- 吉良萌子 - 矢吹奈子（第4話・第6話）
- 天羽琴美 - 星乃夢奈
- 洞水蓮 - 百瀬拓実

#### 第4話（スピンオフドラマ）
- 大木戸光源 - 小宮璃央（第5話）
- 磯田陽菜 - 古田愛理

#### 第5話（スピンオフドラマ）
- 笹岡せり - 内海誠子

#### 第6話（スピンオフドラマ）
- 真中翔平 - 徳永智加来

#### 第7話（スピンオフドラマ）
- 宮坂和磨 - 下川恭平
- 清水芽衣 - 鶴嶋乃愛
- 西脇咲希 - 森ふた葉
- 山本仁成 - 椿原慧
- 蓑田隼人 - 名和俊貴
- 杉山大輝 - 上條靖弥

### 配信日程（スピンオフドラマ）
| 配信回 | 配信日  | サブタイトル                             |
| ------ | ------- | ---------------------------------------- |
| 第1話  | 8月18日 | 罪悪感とラングドシャ                     |
| 第2話  | 8月25日 | 恋の特効薬                               |
| 第3話  | 9月01日 | SNSとジェネレーション                    |
| 第4話  | 9月08日 | 放課後スパルタ勉強会                     |
| 第5話  | 9月16日 | 姉の職場でヤンキーと…                    |
| 第6話  | 9月22日 | もしもクラスメイトが全力で告白していたら |
| 第7話  | 9月29日 | バンドの魂!!                             |